# Litevské letectvo
Litevské letectvo (litevsky Lietuvos karinės oro pajėgos) představuje vzdušné síly litevské armády. Letectvo operuje ze základny u města Šiauliai, kde v rámci mise Baltic Air Policing působí také letouny Severoatlantické aliance, jejichž úkolem je zajištění bezpečnosti vzdušného prostoru Pobaltí. Země kvůli vysokým nákladům v blízké budoucnosti neuvažuje nad vlastním nadzvukovým stíhacím letectvem.

## Historie

### 1919–1940
Nezávislý litevský stát budoval v meziválečném období své letectvo především na obranu před sousedními státy. Existenci letectva však ukončila anexe Litvy Sovětským svazem ve dnech 15. až 17. června 1940.

### 1992 až současnost
Litevské letectvo bylo obnoveno 2. ledna 1992 v podobě útvarů tzv. Letecké služby a Letecké základny. Od 1. března 1993 se litevské letectvo oficiálně nazývá Lietuvos karinės oro pajėgos (Litevské vzdušné síly). V roce 1993 Litvu opustily poslední ruské jednotky a litevské letectvo se díky tomu přemístilo z nevyhovujícího letiště Barysiai na bývalou sovětskou leteckou základnu Šiauliai. Kromě leteckých útvarů vzniklo také řízení letového provozu a protivzdušná obrana a pro monitorování vzdušného prostoru bylo v Polsku pořízeno 12 starších radiolokátorů. Litevské letectvo se začalo zapojovat do mezinárodních cvičení a v letech 2001 až 2003 i do mírových misí na Balkáně. V březnu 2004 vstoupila Litva do NATO a od té doby se na ochraně litevského vzdušného prostoru podílejí vzdušné síly členských států disponujících stíhacími letouny. Litevská Letecká základna Šiauliai se zároveň stala první v Pobaltí, odkud operovala spojenecká letectva v rámci programu Baltic Air Policing. 29. března 2004 na letišti jako první přistál letoun F-16 belgického letectva.

## Struktura
Velitelem litevského letectva je plukovník Audronis Navickas. Litevské vzdušné síly jsou tvořeny více než 1100 vojáků a civilních zaměstnanců. Ve druhém největším litevském městě Kaunasu se nachází velitelství letectva, velitelství pro vzdušný průzkum a výcvikové středisko. Středisko řízení a uvědomování (Control and Reporting Center) je dislokováno v Karmėlavě. Hlavním a zároveň jediným leteckým útvarem je Letecká základna Šiauliai. Vrtulníky určené pro službu pátrání a záchrany operují rovněž z Nemirsety a Kaunasu. Prapor protivzdušné obrany ve městě Radviliškis je součástí vzdušných sil od roku 2000. Jeho výzbroj tvoří 18 40mm kanónů Bofors L/70, 21 přenosných protiletadlových raketových systémů RBS-70 a 8 FIM-92 Stinger. K vyhledávání cílů a řízení palby slouží radary Giraffe Mk.IV a AN/MPQ-64 Sentinel.

## Letecká technika

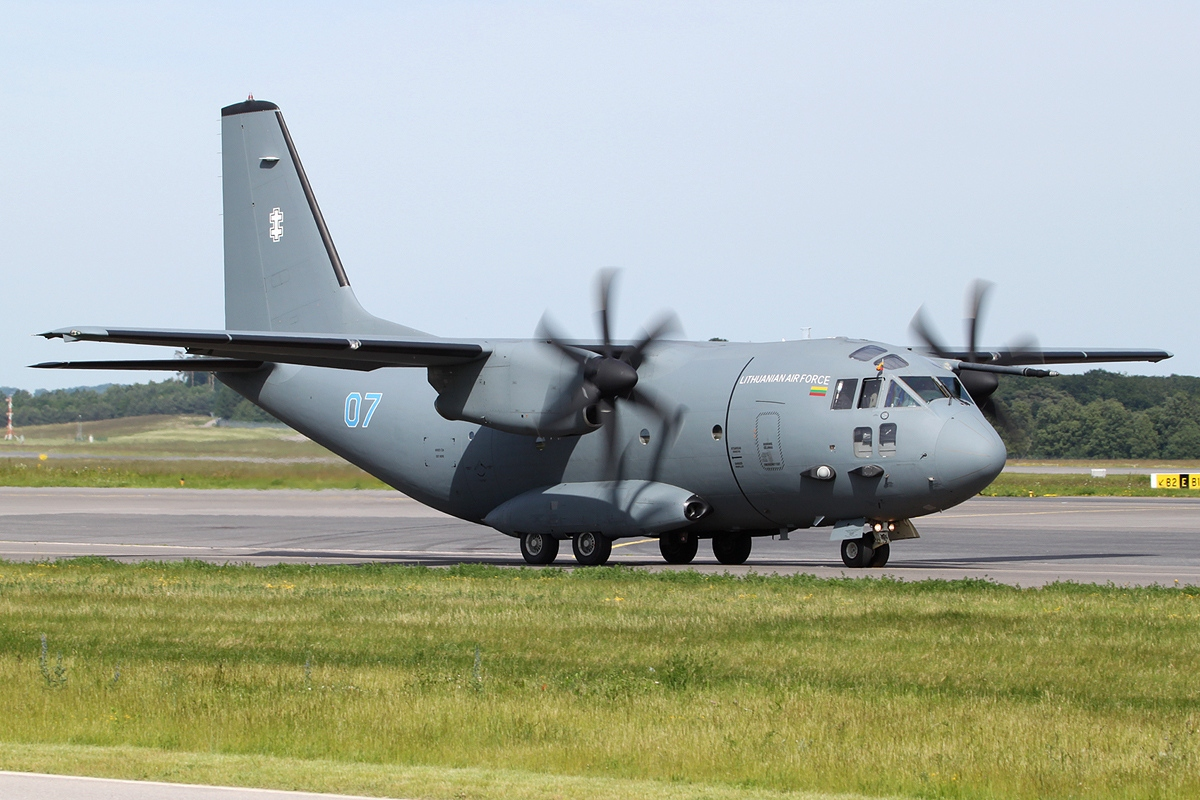
Litevský C-27J Spartan

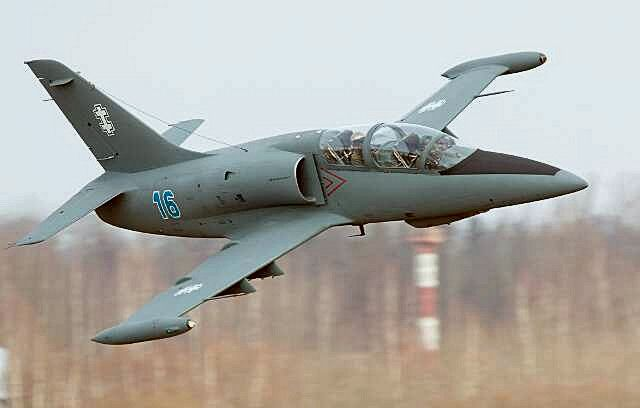
Poslední litevský bitevník L-39ZA

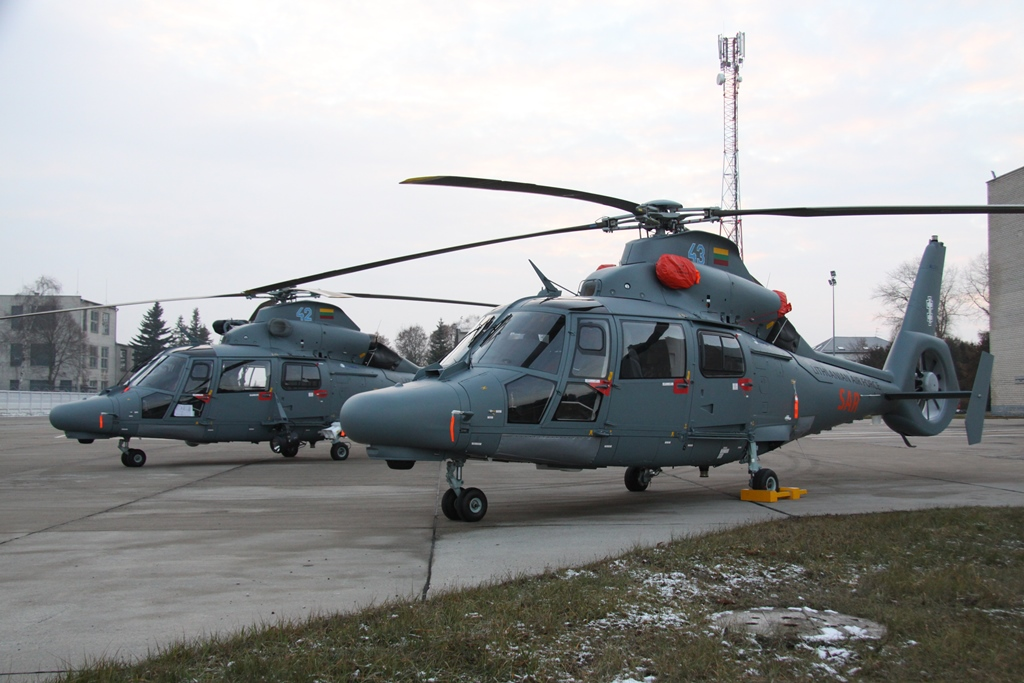
Dvojice vrtulníků AS 365 Dauphin

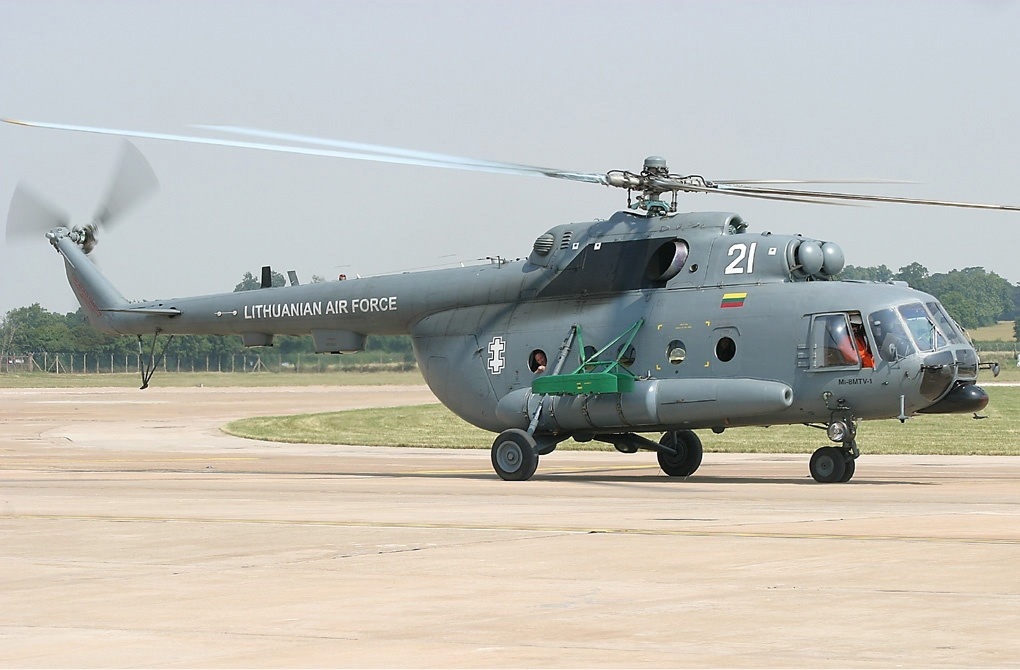
Modernizovaný vrtulník Mi-8MTV-1

Litevské letectvo obdrželo 26. března 1992 své první stroje, jimiž bylo 25 původně civilních dvouplošníků Antonov An-2. V únoru 1993 k nim přibyly čtyři cvičné letouny československé výroby L-39C Albatros (odkoupeny od Kyrgyzstánu) a v březnu 1993 dva transportní letouny L-410 Turbolet – rovněž československé, ale Litvě je poskytlo Německo. Z Ruska dorazily v roce 1993 transportní vrtulníky Mil Mi-8, jejichž dodávky (verze PS, T a TV-1) pokračovaly i v dalších letech. Z civilního sektoru byly v roce 1994 získány tři transportní letouny Antonov An-26 a jeden An-24 (vyřazeny v roce 2008, resp. 1996). Flotilu vrtulníků rozšířilo v dubnu 1996 pět strojů Mil Mi-2 z Polska, které ale dolétaly již v roce 1999. Dodávku prvních skutečně bojových letounů představovaly v říjnu 1998 dva bitevníky L-39ZA z České republiky, které byly před vstupem do NATO pokusně nasazovány do ostré hotovosti.
V letech 2006 až 2009 Litva zakoupila tři moderní transportní letouny C-27J Spartan, které zajišťovaly pravidelnou rotaci litevského provinčního rekonstrukčního týmu v Chaghcharanu a rovněž slouží k VIP přepravě ústavních činitelů. Vzhledem k vysokým provozním nákladům a nedostatku finančních prostředků v resortu obrany je dlouhodobá provozuschopnost Spartanů jen na úrovni cca 50 procent. Po vyřazení cvičných L-39C zůstala ve službě dvojice L-39ZA (v roce 2007 částečně modernizovaných), které sloužily k udržování schopností litevského proudového letectva a k výcviku předsunutých leteckých návodčích a jednotek protivzdušné obrany. V srpnu 2011 se jeden z těchto strojů srazil ve vzduchu s francouzským stíhacím letounem Dassault Mirage 2000 z mise Baltic Air Policing a litevskému letectvu tak zbývá jediný provozuschopný Albatros.
V roce 2013 Litva objednala tři vrtulníky Airbus Helicopters AS365 N3+ Dauphin v hodnotě 71,9 mil. USD, které byly postupně dodány v červnu, září a prosinci 2015. Od 11. ledna 2016 s nimi litevské letectvo zabezpečuje nepřetržitou 24hodinovou službu SAR. Vrtulníky AS365 N3+ jsou vybaveny „skleněným“ (tj. plně digitálním) kokpitem, infračerveným senzorem FLIR, radarem, hledacím světlometem, megafonem, navijákem a nosítky. V souvislosti se zavedením Dauphinů počítá litevské letectvo s vyřazením zbývajících vrtulníků Mi-8.

### Přehled
Tabulka obsahuje přehled letecké techniky litevského letectva v roce 2025 podle Flightglobal.com.
| Název                          | Fotografie     | Původ                  | Určení                     | Verze          | Ve službě      | Objednáno      |                |
| Bojové letouny                 | Bojové letouny | Bojové letouny         | Bojové letouny             | Bojové letouny | Bojové letouny | Bojové letouny | Bojové letouny |
| ------------------------------ | -------------- | ---------------------- | -------------------------- | -------------- | -------------- | -------------- | -------------- |
| L-39 Albatros                  |                | Československo         | cvičný/lehký bojový letoun | L-39ZA         | 1[zdroj?]      |                |                |
| Dopravní a transportní letouny |                |                        |                            |                |                |                |                |
| C-27J Spartan                  |                | Itálie                 | transportní letoun         | C-27J          | 3              |                |                |
| L-410 Turbolet                 |                | Československo         | transportní letoun         |                | 2              |                |                |
| Vrtulníky                      |                |                        |                            |                |                |                |                |
| AS 365 Dauphin                 |                | Francie                | víceúčelový vrtulník       | AS365 N3+      | 3              |                |                |
| Mil Mi-8                       |                | Rusko                  | transportní vrtulník       | TV-1/MTV-1     | 1              |                |                |
| Sikorsky UH-60 Black Hawk      |                | Spojené státy americké | užitkový vrtulník          |                |                | 6              |                |

## Protivzdušná obrana
Litevské letectvo disponuje jednou baterií NASAMS, zároveň byly v prosinci 2022 objednány systémy M1097 Avenger.